# Iglesia de San Clemente (Segovia)
La iglesia de San Clemente es un templo católico de estilo románico de la ciudad española de Segovia. La iglesia se alza entre las calles del Marqués de Mondéjar, del Gobernador Fernández Jiménez y del Doctor Sancho.  

## Descripción

### Historia

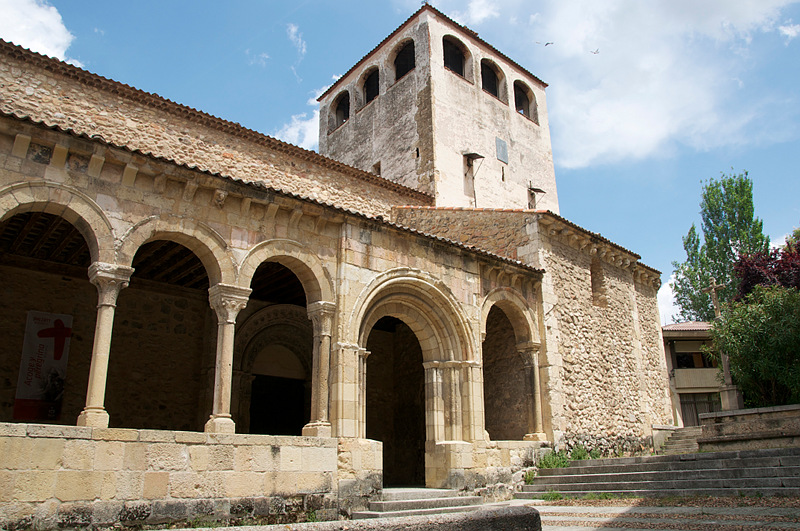
Vista lateral

Su construcción se llevó a cabo en el siglo XVII y durante el siglo XVIII se construyeron el atrio, la torre y la capilla absidial o de la Paz. 
Durante la Guerra de la Independencia la torre fue destruida a excepción del primer cuerpo, esta fue reconstruida en 1812, pero volvió a ser destruida durante la primera guerra carlista en 1837. Las 4 campanas que actualmente se hallan en la torre fueron llegando al templo entre los siglos XVII y XVIII.
A comienzos del siglo XX la feligresía estaba agregada a la parroquia de San Millán, como sigue en la actualidad, guardando la cofradía de San Millan sus estandartes en la capilla absidial.

### Interior
La iglesia solo tiene una nave, en la que se ubica el retablo mayor construido en 1772, presidido por la talla de San Clemente y San Estanislao de Kostka. En el cruzero de la nave se encuentra una hermosa talla a tamaño real de Cristo crucificado del siglo XVI. 
En los laterales de la nave hay otros dos retablos idénticos de estilo rococó, el primero de ellos contiene una imagen de la Virgen del Rosario y en el ático tiene un conjunto de Calvario del siglo XVII. En el otro retablo se halla una talla de Jesús Nazareno con pelo natural, mientras que en el ático del mismo hay una imagen de San Blas. Junto a este retablo se encuentran 3 tallas representando a santos, siendo estos : San Miguel, Santo Domingo de Silos y San Juan Bautista. En la pared opuesta varios lienzos colgados representando a la Virgen de la Fuencisla y al Cristo de Burgos.
En las paredes del ábside de la capilla de la Paz se encuentran una serie de pinturas románicas de influencia bizantina del siglo XIII descubiertas en 1967 tras retirar el retablo barroco que allí había para su restauración. La figura central es un Pantocrator dentro de una mandorla rodeado de los tetramorfos.  En la bóveda del tramo recto del presbiterio se haya representado el Árbol de Jese que culmina en una representación de la Virgen entronizada con el Niño sobre las rodillas